# Okunev
Okunev je priimek več oseb:
- German Grigorjevič Okunev, ruski skladatelj in pianist
- Peter Andrejevič Okunev, sovjetski general